# Neodiogmites carolindae
Neodiogmites carolindae is een vliegensoort uit de familie van de roofvliegen (Asilidae). De wetenschappelijke naam van de soort is voor het eerst geldig gepubliceerd in 2014 door Alvim, Ale-Rocha en Bravo.